# Slovénie au Concours Eurovision de la chanson 2024
La Slovénie est l'un des trente-sept pays participants du Concours Eurovision de la chanson 2024, qui se déroule à Malmö en Suède. Le pays est représenté par la chanteuse Raiven et sa chanson Veronika , sélectionnées en interne par le diffuseur RTVSLO. Le pays se classe 23e avec 27 points lors de la finale du concours.

## Sélection
Le diffuseur slovène RTVSLO confirme sa participation à l'Eurovision 2024 le 19 septembre 2023. Une sélection télévisée nommée Misija Malmö, qui aurait vu quatre participants, est initialement prévue. Le diffuseur ouvre une période de candidature du 17 octobre au 15 novembre 2023, au terme de laquelle environ 100 chansons ont été reçues.
Finalement, le 5 décembre, RTVSLO annonce avoir sélectionné son représentant en interne. Le 12 décembre 2023, le diffuseur annonce que le pays sera représenté par Raiven avec sa chanson Veronika, qui est publiée le 20 janvier 2024.

## À l'Eurovision
La Slovénie se produit lors de la seconde moitié de la première demi-finale le mardi 7 mai 2024  à laquelle votent l'Allemagne, le Royaume-Uni et la Suède ainsi que « le reste du monde » et termine à la 9e place avec 51 points, se qualifiant pour la finale. Lors de la finale, le samedi 11 mai, le pays se produit en  22e  position dans l'ordre de passage et termine à la 23e position avec 27 points.

### Points attribués à la Slovénie

#### Première demi-finale
| Score     | Télévote   |
| --------- | ---------- |
| 12 points | Croatie    |
| 10 points | Serbie     |
| 8 points  | Ukraine    |
| 7 points  | Chypre     |
| 6 points  | Lituanie   |
| 5 points  | Luxembourg |
| 4 points  | Irlande    |
| 3 points  | Finlande   |
| 2 points  | Portugal   |
| 1 point   | Pologne    |

| Score     | Télévote                    |
| --------- | --------------------------- |
| 12 points |                             |
| 10 points | Croatie Serbie              |
| 8 points  |                             |
| 7 points  | Reste du monde              |
| 6 points  |                             |
| 5 points  |                             |
| 4 points  | Moldavie                    |
| 3 points  | Portugal Finlande Australie |
| 2 points  | Chypre                      |
| 1 point   | Luxembourg                  |

#### Finale
| Score     | Télévote | Jury     |
| --------- | -------- | -------- |
| 12 points | Croatie  | France   |
| 10 points | Israël   | Suisse   |
| 8 points  | Ukraine  | Portugal |
| 7 points  | France   | Arménie  |
| 6 points  | Chypre   | Croatie  |
| 5 points  | Pologne  | Serbie   |
| 4 points  | Suisse   | Serbie   |
| 3 points  | Italie   | Italie   |
| 2 points  | Irlande  | Grèce    |
| 1 point   | Suède    | Irlande  |

| Score     | Télévote | Jury        |
| --------- | -------- | ----------- |
| 12 points |          |             |
| 10 points | Croatie  | Croatie     |
| 8 points  |          |             |
| 7 points  |          |             |
| 6 points  | Espagne  | Pays-Bas    |
| 5 points  |          |             |
| 4 points  |          |             |
| 3 points  |          | Azerbaïdjan |
| 2 points  | Serbie   | Albanie     |
| 1 point   |          |             |